# كلية دار العلوم (جامعة أسوان)
كلية دار العلوم جامعة أسوان هي كليةٌ تهدف أن تكون مركزًا لغويًا وشرعيًا، ومعرفيًا، وبحثيًا متميزًا ذا إسهام مجتمعي، وحضور إقليمي وعالمي تنافسي.

## النشأة
أُنشئت الكلية مع بدء العام الدراسي الجامعي 2016-2017، بقرار رئيس مجلس الوزراء رقم 798 لسنة 2016، على أن يتم تطبيق اللائحة الداخلية لكلية دار العلوم جامعة القاهرة على الكلية.

## أقسام الكلية
تحتوي الكلية على أقسام منها:
- قسم النحو والصرف والعروض.
- قسم علم اللغة والدراسات السامية والشرقية.
- قسم الدراسات الأدبية .
- قسم البلاغة والنقد الأدبي والأدب المقارن.
- قسم الشريعة الإسلامية.
- قسم الفلسفة الإسلامية.
- قسم التاريخ الاسلامى والحضارة الإسلامية.

## أهداف الكلية
- الإسهام في تحقيق الأهداف العامة للجامعة.
- تعليم العلم اللغوي والعلم الشرعي، والعلوم الخادمة لهما، وتيسيره للطلاب.
- ترسيخ منهج الوسطية والإعتدال، القائم على العقيدة الصحيحة، والفهم المؤصل؛ لبناء الشخصية المتوازنة.
- إعداد المتخصصين المؤهلين علميًا، وبحثيًا في  المجالات اللغوية والشرعية، للإسهام في سد احتياج سوق العمل.
- العناية بالدراسات العليا، والبحوث المتخصصة في علوم اللغة وعلوم الشريعة.
- ربط المعرفة النظرية بتطبيقاتها العملية، مع العناية بالقضايا المستجدة.
- الإسهام في خدمة المجتمع بنشر الوعي الشرعي بين أفراده، وتجديد الخطاب الديني وتحصين الشباب من الإنحرافات الفكرية.
- تطوير أعضاء هيئة التدريس أكاديمياً، ومهنياً.